# Miss Italia 2015
Miss Italia 2015 si è svolta il 20 settembre 2015. La sede è stata per la terza volta, il Palazzo del Turismo di Jesolo. In onda per la terza volta su LA7, e in simulcast su LA7d, è stata condotta per la seconda volta da Simona Ventura, e ha visto la partecipazione di Claudio Amendola, Joe Bastianich e Vladimir Luxuria nelle vesti di giurati e di Massimo Ferrero in quelle di opinionista. La serata è stata anche trasmessa in radio da Radio Kiss Kiss, con commentatori in diretta Francesco Facchinetti, Elisa Piazza Spessa e Pippo Pelo.
Vincitrice della kermesse è stata la diciottenne laziale Alice Sabatini di Montalto di Castro (VT). Seconda classificata Letizia Moschin di Roncade (TV), e infine terza Vincenza Botti di Vallo della Lucania (SA). Il Lazio non vinceva il titolo di Miss Italia dal 2000, anno in cui fu incoronata Tania Zamparo. La regione vince così la sua decima corona, collocandosi al secondo posto nel medagliere complessivo (a pari merito con la Lombardia), dietro alla Sicilia.

## Le concorrenti
- 01) Anita Roncari (Miss Equilibra Lombardia)
- 02) Denise Parisi (Miss Miluna Trentino-Alto Adige)
- 03) Miriana Farella (Miss Puglia)
- 04) Eleonora Mazza (Miss Compagnia della Bellezza Emilia-Romagna)
- 05) Alice Sabatini (Miss Lazio)
- 06) Manuela Galistu (Miss Sardegna)
- 07) Giuliana Ferraz (Miss Lombardia)
- 08) Elisa Muriale (Miss Piemonte)
- 09) Amanda Munini (Miss Sport Lotto Lazio)
- 10) Ginevra Bertolani (Miss Kia Toscana)
- 11) Giorgia Gianello (Miss Rocchetta Bellezza Abruzzo)
- 12) Rosa Fariello (Miss Compagnia Bellezza Puglia)
- 13) Chiara Giuffrida (Miss Eleganza Joseph Ribkoff Sicilia)
- 14) Luana Sbalbi (Miss Cotonella Emilia-Romagna)
- 15) Maria Giulia Iannì (Miss Kia Calabria)
- 16) Chiara Roman (Miss Kia Friuli-Venezia Giulia)
- 17) Livia Pizzi (Miss Cotonella Lazio)
- 18) Ilenia Bravetti (Miss Miluna Marche)
- 19) Francesca Busti (Miss Eleganza Joseph Ribkoff Toscana)
- 20) Bina Forciniti (Miss Calabria)
- 21) Osaremen Mangano (Miss Rocchetta Bellezza Piemonte e Valle d'Aosta)
- 22) Rachele Del Borrello (Miss Equilibra Molise)
- 23) Chiara Barbaro (La Curvy di Miss Italia Keyrà Liguria)
- 24) Ahlam El Brinis (Miss Eleganza Joseph Ribkoff Friuli-Venezia Giulia)
- 25) Letizia Moschin (Miss Compagnia della Bellezza Veneto)
- 26) Vincenza Botti (La Curvy di Miss Italia Keyrà Campania)
- 27) Laura Narciso (Miss Sport Lotto Basilicata)
- 28) Valeria Valentini (Miss Equilibra Marche)
- 29) Alessia Rigo (Miss Veneto)
- 30) Claudia Casciani (Miss Rocchetta Bellezza Umbria)
- 31) Viola Martina Porta (Miss Sport Lotto Lombardia)
- 32) Lorena Grisafi (Miss Miluna Sicilia)
- 33) Noemi Bosco (Miss Cotonella Campania)

## Piazzamenti
| Risultato finale | Concorrente |
| ---------------- | --- |
| Miss Italia 2015 | - – Alice Sabatini (05) |
| 2ª classificata  | - – Letizia Moschin (25) |
| 3ª classificata  | - – Vincenza Botti (26) |
| Top 9            | - – Ginevra Bertolani (10) - – Rachele Del Borrello (22) - – Giuliana Ferraz (07) - – Chiara Giuffrida (13) - – Chiara Roman (16) - – Claudia Casciani (30)                                                                     |
| Top 18           | - – Anita Roncari (01) - – Manuela Galistu (06) - – Elisa Muriale (08) - – Maria Giulia Ianni (15) - – Ilenia Bravetti (18) - – Francesca Busti (19) - – Ahlam El Brinis (24) - – Viola Martina Porta (31) - – Noemi Bosco (33) |

## Titoli speciali nazionali
- Miss Cinema: Alice Sabatini (Lazio)
- Miss Cotonella: Viola Martina Porta (Lombardia)
- Miss Eleganza Joseph Ribkoff: Chiara Giuffrida (Sicilia)
- Miss Curvy Keyrà: Vincenza Botti (Campania)
- Miss Miluna: Anita Roncari (Lombardia)
- Miss Rocchetta Bellezza: Noemi Bosco (Campania)
- Miss Kia: Asia Martina Galvagno (Sicilia)
- Miss Sport Lotto: Letizia Moschin (Veneto)
- Miss Simpatia Interflora: Alessia Rigo (che eredita la fascia da Ginevra Bertolani (Toscana))
- Miss Sorriso Blanx: Francesca Busti (Toscana)
- Miss Diva e Donna: Alice Sabatini (Lazio)
- Miss Tv Sorrisi e Canzoni: Ginevra Bertolani (Toscana)
- Miss Equilibra: Valeria Valentini (Marche)
- Miss Compagnia della Bellezza: Alice Sabatini
- Miss Social: Alice Sabatini
- La voce più bella Radio KissKiss: Vincenza Botti (Campania)

## Finaliste per Regione
| Finaliste | Regione               |
| --------- | --------------------- |
| 3         | Lazio                 |
| 3         | Lombardia             |
| 2         | Calabria              |
| 2         | Campania              |
| 2         | Emilia-Romagna        |
| 2         | Friuli-Venezia Giulia |
| 2         | Marche                |
| 2         | Puglia                |
| 2         | Sicilia               |
| 2         | Toscana               |
| 2         | Veneto                |
| 1         | Abruzzo               |
| 1         | Basilicata            |
| 1         | Liguria               |
| 1         | Molise                |
| 1         | Piemonte              |
| 1         | Sardegna              |
| 1         | Trentino-Alto Adige   |
| 1         | Umbria                |
| 1         | Valle d'Aosta         |

## Giuria
- Claudio Amendola
- Joe Bastianich
- Vladimir Luxuria

## Ospiti
- Baby K e Giusy Ferreri
- Massimo Ferrero
- Enrico Lucherini
- Morgan

## Televoti
Appena 60.700 televoti pervenuti, di cui 53.325 validi. Per la vincitrice Alice Sabatini sono arrivati 1.392 televoti nella prima sessione (quando le concorrenti in gara erano 33), 1.930 nella quarta (quando era in competizione con altre 5 ragazze) e 2.304 nella quinta (erano 9 le ‘‘superstiti’’ e la numero 26 ha ricevuto più preferenze: 2.619) e 4.672 nella sesta e ultima (4.548 per la numero 26 e 4.155 per la 25).

## Ascolti TV

### Le Finaliste
Il 18 e 19 settembre sono andate in onda in seconda serata su LA7 due puntate dedicate alla presentazione delle 33 finaliste.
| Puntata | Messa in onda     | Telespettatori | Share |
| ------- | ----------------- | -------------- | ----- |
| 1       | 18 settembre 2015 | 191.000        | 1,35% |
| 2       | 19 settembre 2015 | 155.000        | 1,10% |

### Serata finale
La finale di Miss Italia 2015 trasmessa su LA7 ottiene 593.000 spettatori e il 2,37% nell'anteprima e 857.000 spettatori con il 5,13% nel programma vero e proprio; contemporaneamente su LA7d ha ottenuto 108.000 spettatori e lo 0,65%. In simulcast su LA7 e LA7d il dato complessivo è di 965.000 spettatori e il 5.78% di share.
| Messa in onda     | LA7            | LA7   | LA7d           | LA7d  | LA7 + LA7d     | LA7 + LA7d |
| Messa in onda     | Telespettatori | Share | Telespettatori | Share | Telespettatori | Share      |
| ----------------- | -------------- | ----- | -------------- | ----- | -------------- | ---------- |
| 20 settembre 2015 | 857.000        | 5,13% | 108.000        | 0,65% | 965.000        | 5,78%      |